# 成田山川越別院本行院
成田山川越別院本行院（なりたさん かわごえべついん ほんぎょういん）は、埼玉県川越市にある真言宗智山派の寺院である。成田山新勝寺（千葉県成田市）の別院で、通称は川越不動。本尊は不動明王。小江戸川越七福神第4番札所であり恵比須天を祀る。
毎月28日には蚤の市（骨董市）で、11月には火渡り祭（柴灯護摩）で賑わう。

## 歴史
- 嘉永6年（1853年）石川照温が廃寺になっていた久保町本行院を復興し創建。
- 明治10年（1877年）成田山川越別院本行院を称する（成田山最初の別院）。

## 交通アクセス
- 西武鉄道新宿線本川越駅から徒歩15分
- 東武東上線川越市駅から徒歩17分
- 東武東上線・JR川越線川越駅から徒歩約22分